# ريتشارد توم
ريتشارد توم (بالإنجليزية: Richard Tom)‏ هو رباع أمريكي، ولد في 8 نوفمبر 1920 في غوانزو في الصين، وتوفي في 20 فبراير 2007 في ʻĀina Haina ‏ في الولايات المتحدة.

## وصلات خارجية
- ريتشارد توم على موقع أوليمبيديا (الإنجليزية)
- ريتشارد توم على موقع قاعة هاواي للمشاهير الرياضية (مؤرشف) (الإنجليزية)